# Bath Beach (Brooklyn)
Bath Beach es un barrio de Brooklyn, Nueva York (Estados Unidos). Se encuentra en el borde suroeste de la ciudad de Gravesend Bay. El vecindario limita con Bensonhurst y New Utrecht al noreste a través de 86th Street; Dyker Beach Park and Golf Course hacia el noroeste a través de 14th Avenue; y Gravesend al este a través de Stillwell Avenue.

## Historia

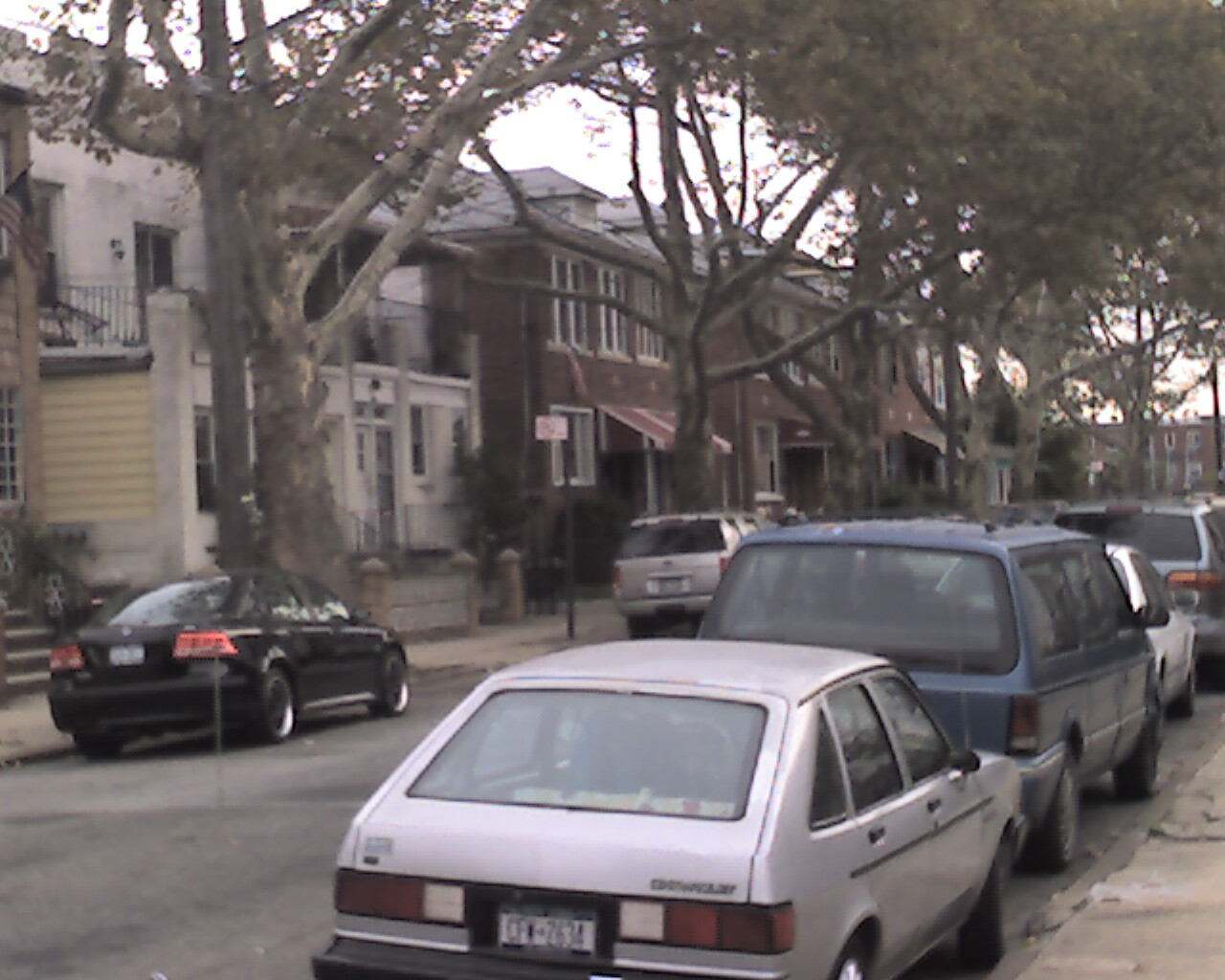
Calle Bay 34

Bath Beach tuvo uno de los primeros asentamientos afroamericanos de Brooklyn. Los esclavos liberados recibieron una parcela de tierra para establecerse a mediados del siglo XIX. La iglesia que una vez estuvo ubicada en el corazón de esa comunidad, Mount Zion Baptist, se ha mudado a Bedford-Stuyvesant.
El término "Playa de Bath" una vez describió el resort de playa específicamente como parte de la comunidad de Bath, Nueva York. Bath y Bath Beach ahora son más o menos sinónimos. La población de Bath Beach recibió un impulso a fines de 1863 cuando el servicio de ferrocarril ficticio de vapor conectó la comunidad con la terminal del sistema de carros tirados por caballos de la ciudad de Brooklyn en 25th Street y 5th Avenue en Sunset Park. Bath Beach, llamada así por el spa inglés, Bath, Somerset, se desarrolló como un retiro recreativo junto al mar para familias adineradas. Era parte de la ciudad original de Brooklyn de New Utrecht. Aunque Coney Island estaba cerca, Bath Beach también tenía su propio parque de diversiones.
A pesar de su nombre, el barrio ya no tiene playa propiamente dicha. La playa fue pavimentada a mediados del siglo XX para crear la Shore Parkway. En la mitad noroeste, se construyó un paseo para permitir el acceso de los residentes a un malecón. La mitad suroeste, rellenada con tierra excavada por la construcción de Shore (Belt) Parkway a principios de la década de 1940, extendió Bensonhust Park, desde Cropsey Avenue con campos de béisbol y, más tarde, el centro comercial Ceasar's Bay.

## Demografía
Bath Beach es principalmente una comunidad de clase trabajadora de casas adosadas y pequeños edificios de apartamentos. Bath Beach se está convirtiendo en una comunidad étnica mixta a medida que los inmigrantes chinos, del Medio Oriente y exsoviéticos más recientes se mezclan con la población italoestadounidense más establecida. El vecindario contiene una variedad de pequeñas empresas familiares entremezcladas con cadenas de tiendas, la mayoría de las cuales están ubicadas en el centro comercial Ceasar's Bay en la terminal de Bay Parkway, así como en 86th Street.
Según los datos del censo de Estados Unidos de 2010, la población de Bath Beach era de 29.931, un aumento de 1.359 (4,8%) de los 28.572 contados en 2000. Con una superficie de 194 ha, el barrio tenía una densidad de población de 15 400 habitantes/km2.
La composición racial del vecindario era 54,8 % (16 389) blanca, 0,9 % (273) afroamericana, 0,1 % (21) nativa americana, 29,9 % (8953) asiática, 0,0 % (10) isleña del Pacífico, 0,2 % (67) de otras razas, y 1,1 % (324) de dos o más razas. Hispanos o latinos de cualquier raza eran el 13,0 % (3894) de la población.
Bath Beach ha tenido una larga historia de estar predominantemente poblada por italoestadounidenses al igual que otras áreas circundantes como Bensonhurst, Dyker Heights y Gravesend. Sin embargo, desde principios del siglo XXI, una gran afluencia de residentes asiáticos o asiático-estadounidenses, principalmente de ascendencia china, se ha mudado a estos vecindarios y, según los datos del censo de 2020, según el Departamento de Estado de Nueva York. De City Planning, tanto la población blanca como la población asiática en Bath Beach estaban entre 10,000 y 19,999, lo que indica que el vecindario tiene aproximadamente la misma población blanca y asiática, aunque un artículo de CNN sobre las poblaciones raciales de EE. UU. Muestra con más detalle que la población blanca es apenas un poco más alto que la población asiática en Bath Beach. Sin embargo, a partir de 2020, Dyker Heights y Bensonhurst mostraron que las poblaciones asiáticas superaron a las poblaciones blancas por primera vez en la historia.

## Cuadrícula urbana

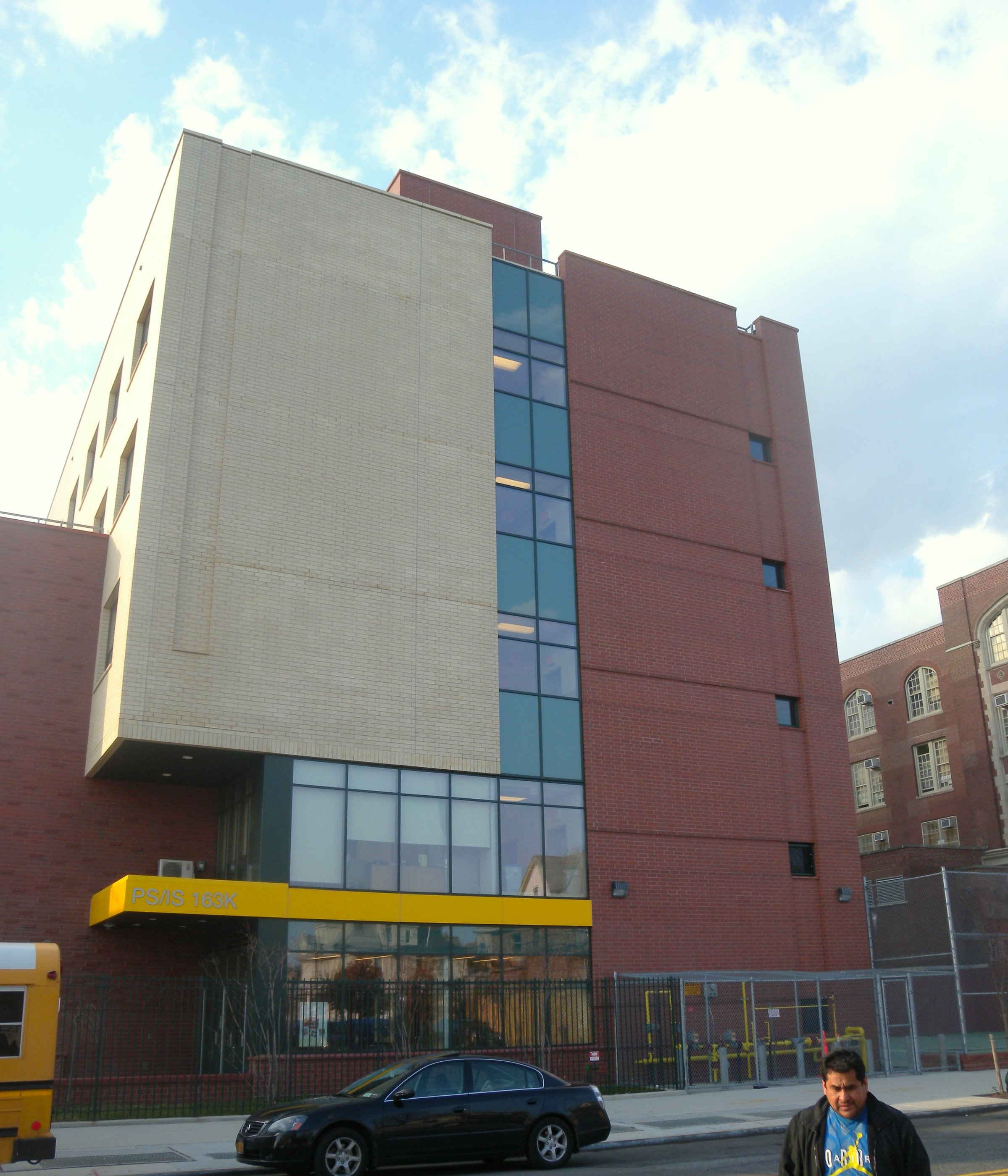
PS 163, la escuela de Bath Beach

Las calles del barrio tienen una nomenclatura única. Cuatro vías de dos sentidos atraviesan el vecindario, corren de sureste a noroeste, paralelas a Shore Parkway: estas son Cropsey Avenue, Bath Avenue, Benson Avenue y 86th Street. Otra, Harway Avenue, va desde Stillwell solo hasta la 24th Avenue. Las calles transversales noreste / suroeste de un solo sentido están numeradas, con la palabra "Bay" adjunta (para distinguirlas de otros sistemas de numeración en otras partes del distrito), desde Bay 7th Street en el noroeste hasta Bay 54th Street en el sureste. Cada tercera calle numerada "Bay" se reemplaza por una avenida numerada de dos vías, desde la 14th Avenue en el noroeste hasta la 28th Avenue en el sureste (excepto lo que sería la 22nd Avenue, que se llama Bay Parkway). Estas avenidas (así como la calle 86) son parte de la cuadrícula más grande de avenidas y calles que abarcan otros vecindarios al norte y al oeste, en las antiguas ciudades de Gravesend, New Utrecht y Brooklyn. Belt Parkway corre en la costa al norte de Bay Parkway y está cerca de la costa al sur de Bay Parkway.

## Parques
Los parques en Bath Beach incluyen Bath Playground, Calvert Vaux Park, Scarangella Playground y Anthony Catanzaro Square.

## Transporte
Bath Beach es servida por el D Servicio del sistema de metro de la ciudad de Nueva York, a lo largo de la línea BMT West End. Las estaciones a lo largo de la línea que sirven a la comunidad son 18.ª Avenida, 20.ª Avenida, Bay Parkway, 25ª Avenida y Bay 50th Street. Las rutas de la MTA Bus Company que sirven a Bath Beach incluyen  B1, B3, B6, B8, B64, B82 y B82 SBS, además de las rutas expresas X28 y X38.

## Biblioteca
La sucursal de Ulmer Park de la Biblioteca Pública de Brooklyn está ubicada en 2602 Bath Avenue, cerca de 26th Avenue. Fue fundada como una subdivisión de otra biblioteca en 1951 antes de convertirse en una sucursal de circulación de pleno derecho en 1956. El edificio actual fue inaugurado en 1963 y renovado en 2016.

## En la cultura popular
Durante la década de 1970, la franja comercial de Bath Beach a lo largo de la calle 86 se usó para escenas en el largometraje de 1971 The French Connection, en los créditos iniciales de la popular serie de televisión Welcome Back, Kotter, y más famoso en la escena inicial del largometraje de 1977. Fiebre del sábado noche. Tony Manero, el personaje principal (interpretado por John Travolta), camina por la acera, admira los zapatos en el escaparate de una tienda, compra dos rebanadas (apiladas) de pizza a través del escaparate de una pizzería en Lenny's Pizza y termina en la ferretería. donde trabaja (basado en una ferretería real en la Quinta Avenida en las cercanías de Bay Ridge). La tira se usó nuevamente en 2016 para la filmación del video musical Red Hot Chili Peppers - Go Robot. La película John Wick: Capítulo 3 – Parabellum presenta al personaje principal a caballo por la calle 86.